# Ursula Wolf (Bildhauerin, 1942)
Ursula Wolf (* 28. Januar 1942 in Dresden; † 2010) war eine deutsche Bildhauerin.

## Leben und Werk
Ursula Wolf studierte 1961/1962 an der Fachschule für Werbung und Gestaltung Berlin-Schöneweide und von 1963 bis 1969 bei Heinrich Drake und Karl-Heinz Schamal an der Kunsthochschule Berlin-Weißensee. Danach arbeitete sie als freischaffende Bildhauerin in Berlin. 1988 erhielt sie den Satire- und Kabarettpreis Eddi. Sie war bis 1990 Mitglied des Verbands Bildender Künstler der DDR.

## Werke (Auswahl)

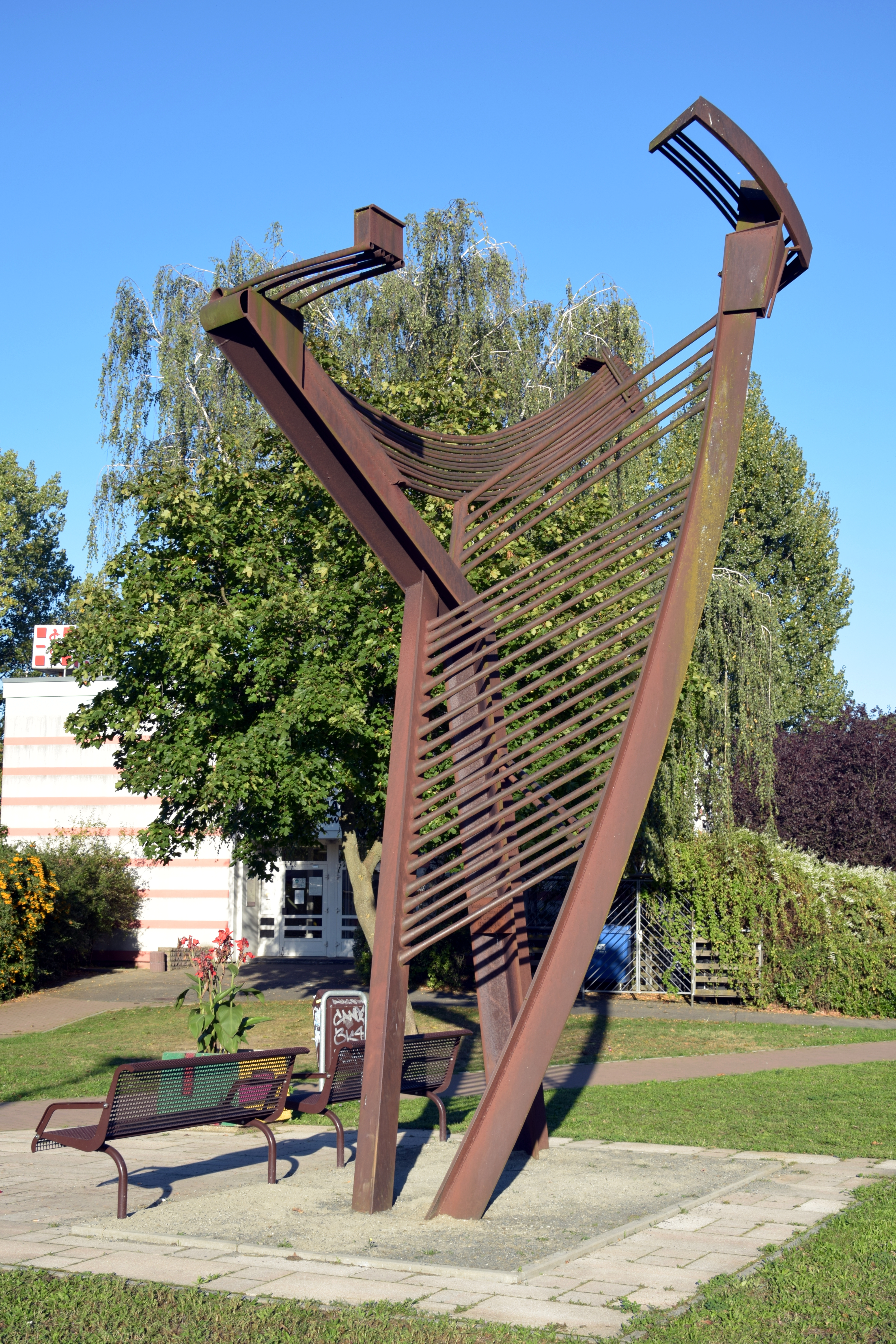
Stahlskulptur Nest/Horst – Aufwind

- 1982: Kopf eines Schweißers; Porträtplastik, Bronze; auf der IX. Kunstausstellung der DDR
- 1989: Horst/Nest, 10 m hohe Stahlskulptur, Standort Berlin-Marzahn, Schwarzwurzelstraße Ecke Dessauer Straße[2], sie befindet sich als Blickpunkt am westlichen Ende der Siedlung Ahrensfelde nahe einer Jugendfreizeitstätte[3]

## Ausstellungen (unvollständig)

### Personalausstellungen
- 1983: Kleine Humboldtgalerie, Berlin
- 2003: galerie drei, Dresden
- 2005: Galerie Bernau Plastik, Druckgrafik, Zeichnung[4]
- 2006: Inselgalerie, Berlin (mit Herta Heidenreich)

### Teilnahme an Gemeinschaftsausstellungen
- 1975 und 1983: Berlin, Bezirkskunstausstellungen
- 1979: Albertinum (Dresden), Junge Bildhauerkunst der DDR
- 1982/1983: Dresden, IX. Kunstausstellung der DDR
- 1983: Berlin, Ausstellungszentrum am Fernsehturm, Berliner Atelier 1983
- 1987: Dresden, Galerie Rähnitzgasse, Wirklichkeit und Bildhauerzeichnung
- 1988: Berlin, Altes Museum, Ideenplastik – Sinnzeichen in der Bildhauerkunst der DDR
- 1994: Berlin, Kulturamt Weißensee, Berliner Bildhauer
- 1994: Literaturforum im Brecht-Haus, Berlin
- 2002: Kinder- und Jugend-Kunst-Galerie Sonnensegel, Brandenburg